# 尤寧鎮區 (堪薩斯州華盛頓縣)
尤寧鎮區（英語：Union Township）為美國堪薩斯州華盛頓縣轄下的鎮區。2010年美国人口普查中此鎮區人口有104人。

## 地理
尤寧鎮區涵蓋總面積為92.6平方（35.76平方英里），其中陸地面積為92.4平方（35.67平方英里），水域面積為0.23平方（0.09平方英里）或0.25%。

## 人口統計
根據2010年美國人口普查，尤寧鎮區人口有104人，其中男性有60人，女性有44人，人口密度為每平方公里1.12人，住房計64戶。鎮區內的白人有102人，非裔美國人有0人，美洲原住民有0人，亞裔美國人有0人，太平洋島裔美國人有0人，其他種族有0人，混血種族則有2人。此外鎮區內有0人為西班牙裔或拉丁裔美國人。此鎮區之年齡中位數為41.5歲，而男性年齡中位數為38.3歲，女性年齡中位數為44.0歲。